# Fagernes (Troms)
Pour les articles homonymes, voir Fagernes.
Fagernes est une localité du comté de Troms, en Norvège.

## Géographie
Administrativement, Fagernes fait partie de la kommune de Tromsø.